# Wieczory medańskie

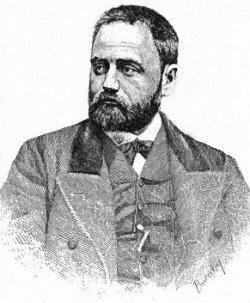
Emil Zola

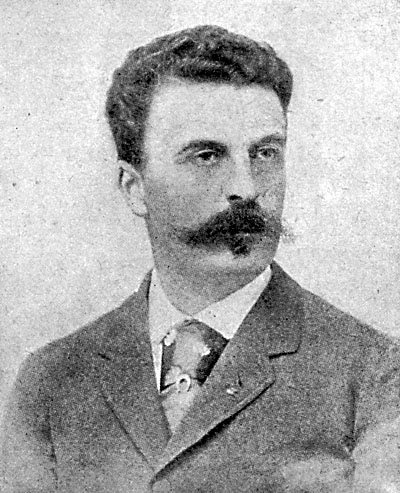
Guy de Maupassant

Wieczory medańskie (oryg. fr. Les Soirées de Médan) – zbiór sześciu opowiadań naturalistycznych wydanych w 1880 wspólnie przez ich autorów jako rodzaj praktycznego manifestu tego kierunku literackiego. Autorami dzieł byli: Émile Zola, Guy de Maupassant, Joris-Karl Huysmans, Henry Céard, Léon Hennique oraz Paul Alexis.

## Okoliczności powstania
Guy de Maupassant pisał w le Gaulois 17 kwietnia 1880, iż pomysł wydania wspólnego zbioru opowiadań naturalistycznych, połączonych wspólnym tematem wojny francusko-pruskiej, narodził się przypadkowo, pod wpływem romantycznej atmosfery ogrodu Zoli w podparyskim Médan. Szóstka autorów, już wcześniej regularnie spotykających się w celu dyskusji literackich, postanowiła wówczas zabawić się w opowiadanie sobie historii, które następnie miały zostać wspólnie wydane. Rzeczywistość najpewniej była mniej romantyczna, pewne jest jednak to, że pod wpływem wcześniejszej recepcji powieści W matni czy Zdobycz naturaliści postanowili przygotować swój manifest, praktycznie dopełnienie teoretycznego traktatu Zoli Powieść eksperymentalna, dowód istnienia grupy zwolenników nowego nurtu literackiego i „szkoły naturalistycznej”.
Pracując nad tytułem zbiorku, grupa rozważała tytuł Inwazja komiczna, zaproponowany przez Huysmansa. Został on jednak odrzucony jako nazbyt drastyczny. Ostatecznie zdecydowano się na nawiązanie do wcześniejszych, często kiczowatych romantycznych zbiorów opowiadań zatytułowanych Wieczory (np. Wieczory z Neuilly) w celu uzyskania efektu kontrastu oraz na uwiecznienie Medanu, miejsca, w którym cała grupa wielokrotnie spotykała się, by dyskutować o literaturze.

## Opowiadania
W skład tomu weszły następujące utwory: 
- Atak na młyn (oryg. l'Attaque du moulin) Zoli,
- Baryłeczka (oryg. Boule de Suif) de Maupassanta,
- Z tornistrem na plecach (oryg. Sac au dos) Huysmansa,
- Upust krwi (oryg. la Saignée) Cearda,
- Burdel pod siódemką (oryg. l'Affaire du Grand 7) Hennique'a,
- Na pobojowisku (oryg. Après la bataille) Alexisa.

Tom posiadał również przedmowę, w której autorzy deklarowali, że ich celem jest potwierdzenie przynależności do jednego nurtu literackiego oraz zapewniali, że są przygotowani na wszelkie ataki oficjalnej krytyki, „na przejawy złej wiary i ignorancji”.

## Recepcja
Publikacja tomu spotkała się ze zdecydowanie negatywną reakcją oficjalnego nurtu krytyków literackich. Zarzuty były dosyć podobne do tych stawianych wcześniejszym utworom naturalistów: zamiłowanie do pornografii, lubowanie się w okropnościach, łamanie zasad moralnych, sprzeniewierzenie się patriotyzmowi podczas pisania o przegranej wojnie. Tak ostre ataki przyczyniły się do dużego zainteresowania tomem i tym samym poważnej popularyzacji naturalizmu. Sukces Wieczorów medańskich nie przełożył się jednak na trwałość szkoły naturalistycznej - po nieudanej próbie stworzenia wspólnego periodyku literackiego Komedia ludzka autorzy opowiadań praktycznie zarzucili dalszą współpracę, a niektórzy z nich zerwali także z naturalizmem.
Późniejsza krytyka wskazywała głównie nierówny poziom zawartych w tomie utworów. Zdecydowanie najwyżej oceniana była Baryłeczka, która zresztą zyskała sławę niezależnie od pozostałych opowiadań.